# Генетика (часопис)
Генетика је научни часопис у области генетике.

## О часопису
Часопис „Генетика” публикује оригиналне научне радове, кратка саопштења и прегледне радове из области генетике: биљне генетике и оплемењивања организама, молекуларне генетике, популационе и еволуционе генетике, генетике микроорганизама и животиња, медицинске генетике као и генотоксикологије.

### Историјат
Часопис „Генетика” излази од 1968. године као ACTA BIOLOGICA IUGOSLAVICA (ABI) Serija F – GENETIKA. Од 1997. године нови међународни редакциони одбор преузима уређивање часописа почев од вол 29.Но2.. Од вол. 40 Друштво генетичара Србије је издавач часописа. Од 2002. године часопис излази у електронском облику на сајту Друштва.

### Периодичност излажења
Часопис „Генетика” излази три пута годишње.

## Уредници
- Др Јанко Думановић (1968—1997)
- Др Косана Константинов (од 1997)
- Др Снежана Младеновић Дринић (од 2014)

## Електронски облик часописа
Часопис „Генетика” је у отвореном приступу на страници Друштва генетичара Србије и ДОИ Србија.

## Индексирање у базама података
- Web of Science
- Journal Citation Reports/Science Edition
- Scopus
- Index Copernicus